# Pic d'Aneto
El pic d'Aneto o la Maleïda (Maladeta en aragonès) és el més alt dels Pirineus i de l'Aragó. La seva altitud és de 3.403,5 metres. Al seu cim s'hi va instal·lar una creu de ferro de bona mida i una imatge de la Mare de Déu del Pilar, patrona de l'Aragó.

## Geografia
Està situat a l'extrem nord del massís de la Maladeta o Maleïdes i és format, com tot el massís, de granit normal. Als seus vessants s'hi troben glaceres permanents (vegeu: Glacera d'Aneto). La més important és a la cara nord i té unes 100 hectàrees d'extensió. Administrativament pertany al terme municipal de Benasc (Ribagorça).
Les seves geleres i glaceres desguassen a la vall de Barrancs, a la de Vallhiverna; ambdues orogràficament haurien de tributar al riu Éssera, i a la vall de Salenques, tributària de la Noguera Ribagorçana. Malgrat tot, les aigües de la Vall de Barrancs s'escolen pel Forau d'Aigualluts, sorgint al vessant nord dels Pirineus, al lloc anomenat Uelhs deth Joeu (o Güells del Jueu), a l'Artiga de Lin (Vall d'Aran), d'on baixa fins a la Garona.
La glacera, que cobria 79.6 hectàrees el 2005, està disminuint ràpidament a causa de l'escalfament global que ha provocat una pujada de les temperatures a l'estiu i de la disminució de les precipitacions hivernals durant tot el segle xx. El 1981 cobria 106.7 hectàrees, i al segle xix més de 200. (Boletín Glaciológico Aragonés, 2004).

## Apunts d'història
Se l'anomena tradicionalment Maleïda o Maleïta a Catalunya. El nom de la Maleïda ja apareix escrit en algunes anotacions del segle xvi i també al llibre del 1609 de Jeroni Pujades Crònica universal del Principat de Catalunya. També Pere Serra i Postius, a Las siete maravillas raras del Principado de Cataluña (1745), fa servir aquest nom. El baró Louis Ramond de Carbonnières en descrivia el 1787 el seu aspecte d'agulla de gel. Jacint Verdaguer, qui el va assolir el 1882, va dedicar-li tot un poema, La Maleïda, dins Canigó, de la qual, juntament amb el massís de Canigó, és un dels puntals simbòlics muntanyencs de l'obra.
A principi del segle xix, en ser cartografiat pel topògraf Henry Reboul, va ésser anomenat Néthou en relació amb el nom del poble més proper al cim: Aneto, a la vall de Barravés. Tanmateix, ell mateix va admetre que al poble li deien Malaïta. El nom d'Aneto per al cim va aparèixer per primer cop escrit el 1878 a Memorias de la Comisión del Mapa Geológico de España de Lucas Mallada (1841-1921), adaptat de Néthou .

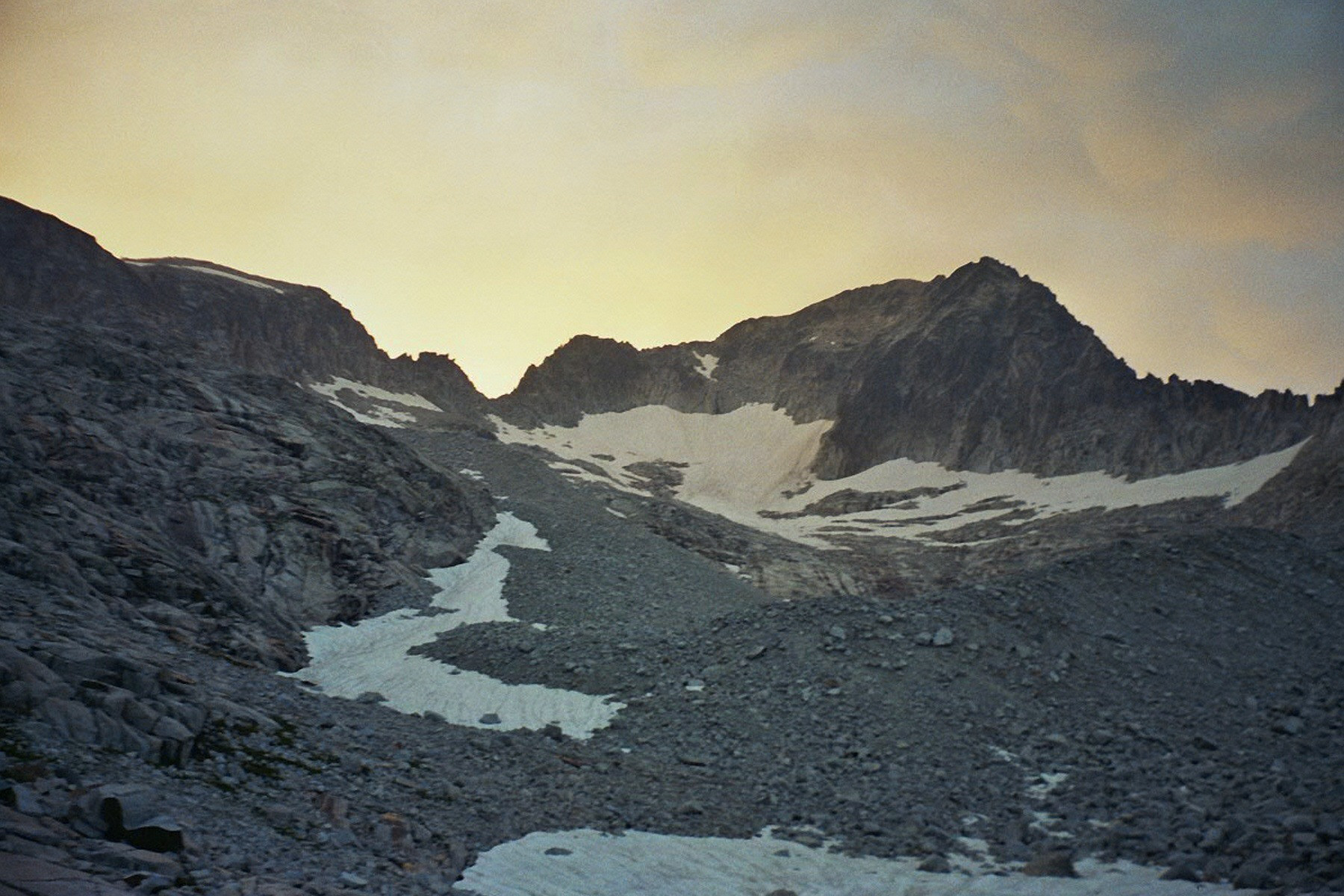
Vista del pic d'Aneto des de l'ibón Medio de Coronas

El primer intent frustrat de pujar al cim fou l'any 1725 pel notari Francesc Sauci d'Esterri d'Àneu. Encara que és un pic molt visible des dels ports que comuniquen Luishon amb Benasc, la seva primera ascensió no es va produir fins a l'any 1842, el 20 de juliol. Un grup de sis persones, sortides de Luishon, van arribar al cim seguint un estrany itinerari. Els sis expedicionaris van ésser Platon de Tchihatcheff, promotor del viatge juntament amb Albert de Franqueville i els guies Jean Sors, Pierre Sarrio, Bernat Arrazau i Pierre Redonnet.
L'1 de març de 1879 Roger de Monts, B. Courrèges i V. Paget culminarien la primera ascensió a l'hivern, i el 8 d'abril de 1904 Robach i La Falisse farien la primera pujada amb esquís.

## Muntanya i turisme
Aquesta muntanya i les que l'envolten han donat lloc al més important centre d'alpinisme dels Pirineus.
En l'actualitat cada un dels dies de la primavera –amb esquí de muntanya– i de l'estiu hi pugen bon nombre de persones, ja que els itineraris habituals són fàcils i existeixen carreteres i camins que permeten còmodes aproximacions. A l'estiu fins i tot hi ha un servei d'autobús –amb horaris adients– des de Benasc fins al final de la carretera (la Basurta) molt a prop ja del refugi de la Renclusa, començament de l'itinerari més habitual.
El segon dels itineraris normals –pel coll de Corones– és servit també a l'estiu amb un transport públic. D'aquell punt tenen sortida altres itineraris molt menys freqüentats: el corredor Estasén (amb neu i gel, un desnivell de 330 metres i un pendent de 50º com a màxim) i l'esperó sud (roca III i IV).
Al lloc anomenat Plan del Hospital hi ha actualment un hotel amb tots els serveis. La carretera fins allí és netejada diàriament als mesos d'hivern.

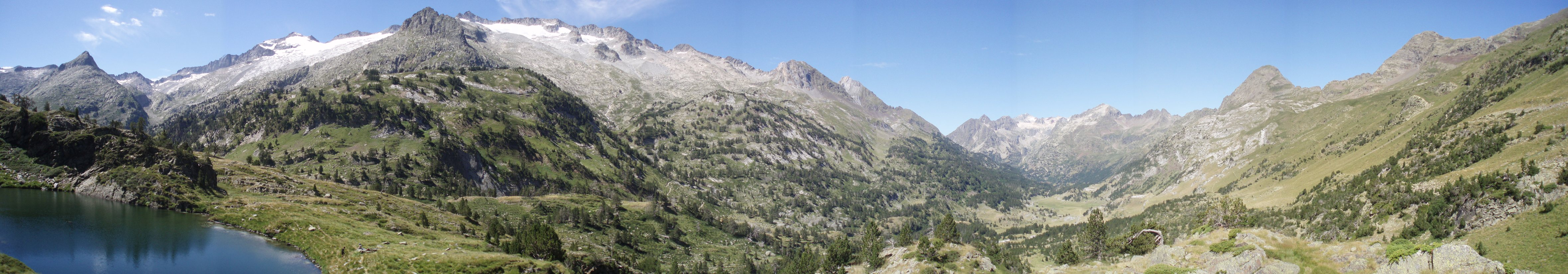
Vista panoràmica de la capçalera de la Vall de Benasc, amb el pic d'Aneto destacant a la part esquerra de la imatge.